# Google Squared
Google Squared是Google公司研发的一款语义检索服务。 于2009年5月12日发布，并于2009年6月3日在Google實驗室推出。Squared在Google的纽约办事处研发。该服务已于2011年9月5日被关闭。